# اوتو کریستمن
اوتو کریستمن (انگلیسی: Otto Christman; ۲۰ فوریهٔ ۱۸۸۰ – ۲۶ سپتامبر ۱۹۶۳) بازیکن فوتبال اهل کانادا بود.
وی به‌همراه باشگاه فوتبال گالت به قهرمانی بازی‌های المپیک تابستانی ۱۹۰۴ دست پیدا کرده‌است.